# Дуняшин Олексій Васильович
Алек Дуняшин (*8 лютого 1904, Боюк Толкай Самарської губернії — 1931) — ерзянський письменник, публіцист, літературний критик.

## Біографія
Олексій Дуняшин народився 8 лютого 1904 року, в родині ерзянина села Боюк Толкай Самарської губернії у компактному регіоні розселення ерзян на південь від Ерзянь Мастор. Перші твори ерзянською мовою оприлюднив у Самарі, згодом працював у Москві та Новосибірську, де також брав участь у локальних літературних гуртках ерзянської інтелігенції.
Працював спеціальним кореспондентом в Сибіру. В газета «Ад-Джерамо» публікуються розповіді про життя сибірських ерзян. У 1925—1929 роки він написав понад 30 фельєтонів. Ці фейлотони включені в збірку «Піці-палакст» («Gicitken»). 
З 1927 року працював над романом «Кирви тол». Цей роман відображає життя ерзянської нації в 1914—1930 роках. У 1930-х роках три епізоди з роману опубліковані в газеті «Якстере Теште» («Червона зірка»). Роман Дуняшин так і не зміг завершити. 
Письменник також є автором літературних і критичних статей. Він створив першу антологію ерзянських та мокшанських письменників «Васен сяктт».
Помер у 1931 році.

## Праці
1. Чись лись (Самар ош, Рабфак, 1925)
2. Микитань грехезэ, (Самар ош, Рабфак, 1926)
3. Од кемть, (Самар ош, 1926)
4. Кунсолок, эрзя!, (Москов, ГИЖ, 1926)
5. Парсте морат, аздан козонь озат, (Москов ош, 1926)
6. Историянь гарячка..., (Москов ош, ГИЖ, 1927)
7. Мезе теят — секень неят, (Москов ош, ГИЖ, 1927)
8. Сём вене, (Москов ош, ГИЖ, 1927)
9. А шлязь — тык катаязь, (Москов ош, ГИЖ, 1928)
10. Зярдо вешкезеви ракась, (Москов ош, ГИЖ, 1928)
11. Рудазов ведесь чуди, (Москов ош, ГИЖ, 1928)
12. Лавшось пачк калады, (Одсибирень ош, 1928)
13. Месть уш стяко кортамс, (Одсибирень ош, 1928)
14. Мон кашт молян, (Одсибирень ош, 19/VII-1928)
15. Обь-леенть чиресэ, (Одсибирень ош, 1928)
16. Коногон ацирьгали, (Москов, ГИЖ, 1929)
17. Книга (сборник) Пици-палакст, (СССР-энь Наротнэнь Центрань Издательствась, Москов, 1930)
18. Предисловие: Вете иетне кадовсть удалов, (1930)
19. «Активист», (1930)
20. Ванстынь — и карман ванстомо, (1930)
21. Колмоцесь курок кенери, (1930)
22. Манявсть, (1930)
23. Пачк потявтума скал, (1930)
24. Эфигения, (1930)